# Solunski hipodrom
Hipodrom v Solunu je bil v času vzhodnega rimskega imperija družbeno in kulturno središče mesta. Hipodrom danes ni ohranjen, v svojem času pa je služil kot prizorišče konjskih dirk s kočijami različnih klubov rimskega imperija in mestnih četrti tako Soluna, kot tudi Konstantinopla, ki so se delili na klube poimenovane po barvah (modri, zeleni, itd.) športni klubi so poleg športne funkcije in kulturne funkcije zabavanja grško-rimske množice v duhu "Kruha in iger", predstavljali tudi pomembno vlogo pri vplivu na politično odločanje lokalnih oblasti, senatorjev in cesarjev.
Poleg funkcije športnega objekta je antični hipodrom bil opremljen s trgovinami in gostinskimi kioski, podobno kot današnji stadioni.
Za podbno športno zgradbo v Carigradu glej Konstantinopelski hipodrom